# Riksväg 12, Nederländerna

Sträckningen för nederländska riksväg 12.

Riksväg 12 (Rijksweg 12) i Nederländerna börjar i Haag och går österut till gränsen mot Tyskland. Vägen är motorväg.

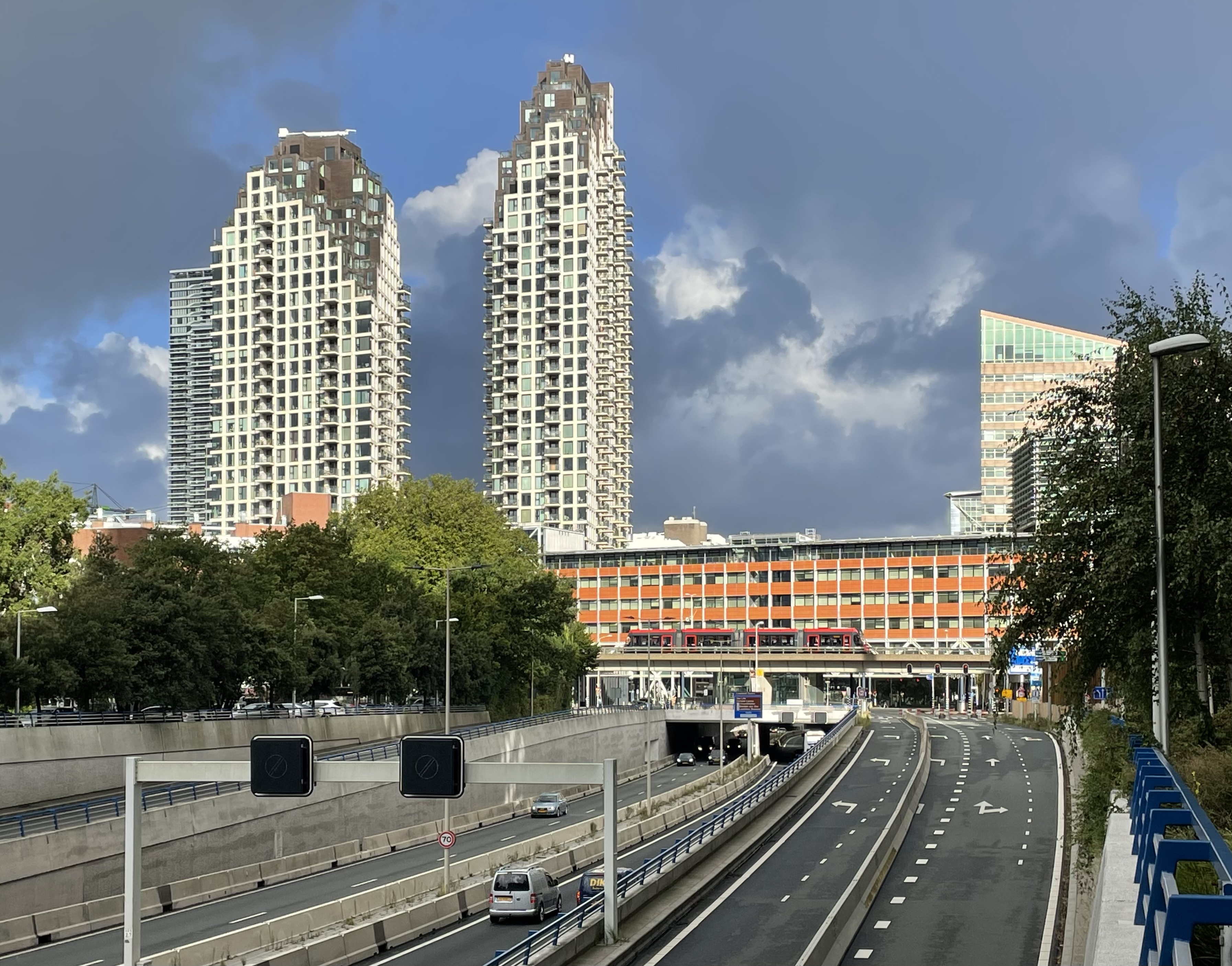
A12 när du kommer in i Haag